# オムニノーバ・マルチライダー
オムニノーバ・マルチライダー（OmniNova Multi Rider）は、オムニノーバ・テクノロジー社が製造していた小型ノンステップバスである。

## 概要
オムニノーバ・テクノロジー社はスウェーデン・ウッデヴァッラ (Uddevalla) に設立されたボルボ社の関連企業。マルチライダーはホイールベースが短いタイプの名称。ホイールベースが長く後輪2軸とした大型タイプOmniNova MaxiRider（オムニノーバ・マキシライダー）がある。マルチライダーは日本では日産ディーゼル（現・UDトラックス）の販売会社が輸入販売をおこない、コミュニティバスに採用されていたが、2002年のオムニノーバ社の経営破綻のため輸入が中止された。
その後、同じスウェーデンのコーチ・マニュファクチャリング・スウェーデン（コマン、CoMan）社が製造を引き継ぐことになった。日本への再参入も視野に入れている。

## 車両仕様
ルノー製ルノー・マスターと共有する前輪駆動シャーシを利用し、オムニノーバ社がFRP製車体を架装し、全長は6.22m、全幅2.13m、全高2.8m。前面はベース車のキャブ部分がそのまま使用されたサイズでフルサイズバンの大きさ。側面窓は上下に分かれているのが特徴である。また、客室部分は全面的にノンステップ化されている。定員例として2扉仕様は座席数13（跳ね上げ式席4）、立席11、乗員1名の25名、前扉のみの場合は2席増えて27名乗りとなる。
シャーシは全輪独立懸架式エアサスペンションを装備しており、ニーリング機構も備えている。エンジンはルノーSOF1M型2.8リッター直4ターボインタークーラー付ディーゼル114PS（84kW）で、トランスミッションは5速MT。同型でCNGエンジン仕様も用意された。
日本にもデモ車が輸入され、スペックは直列4気筒無過給エンジン(106PS/78kW）で、屋根上に300リッターの燃料容器を搭載。定員例は前扉仕様で22名とされる。
コマン社に移管されて後、2010年にモデルチェンジされた車両からは、ベース車をルノー・マスターからフィアット・デュカトに変更し、許容GVWが増加している。6.7m級のマルチライダーのほか、後2軸にして定員を増やした全長8m級の「マキシライダー」や9m級の「XLライダー」もラインナップされている。また、電気自動車の開発も進められており、2011年から2012年にかけて投入予定とされた。

## 日本での導入実績
2000年に大阪市がコミュニティバスの運行を企画し、大阪市営バスの「赤バス」で使用するために採用した。近畿日産ディーゼル（日産ディーゼル販売子会社、現・UDトラックスジャパン）が輸入し20台を導入した。ベースシャーシがルノー製ということで、当時関係があった日産ディーゼルから発売されることになった。

大阪市は2002年の路線再編にあたり赤バス路線を拡充、その際に50台のマルチライダーが追加輸入され、計70台となった。赤バスが導入したマルチライダーは日本国産バスに比べ、故障が非常に多く発生したとの報告がされている。

### 導入事業者・自治体
- 大阪市交通局：「赤バス」。2000年5月20日運行開始→引退済
- 丸建自動車：上尾市内循環バス「ぐるっとくん」。2001年3月より担当→引退済
- 境港市：コミュニティバス「はまるーぷバス」用（2001年4月20日運行開始）、自家用→2008年10月をもって全車引退
- 遠州鉄道：浜松市「く・る・る」。2002年4月1日運行開始→2007年9月に引退
- 東京ベイシティ交通：浦安市）「おさんぽバス」予備車。2002年4月29日運行開始→引退済
- 船橋新京成バス：鎌ヶ谷グリーンハイツ線「ドレミ号」初代車両。2002年5月16日導入→引退済
- 神奈川中央交通：茅ヶ崎市「えぼし号」。2002年5月25日運行開始→2011年2月引退
- 北海道中央バス・千歳相互観光バス：千歳市「ビーバス」。2002年9月2日運行開始→2007年9月引退
- 中日臨海バス：大阪府泉南郡岬町コミュニティバス「ミニループバスみさき」→撤退後、系列の神戸シティバス（廃業）に移籍
- 近江鉄道：一般路線バス（中日臨海バスの中古車を含む）→全車引退済
- YOKARO：平戸市「平戸ふれあいバス」[3]（大阪市営バスの中古車）
- 大阪府済生会富田林病院：送迎バス（自家用バス）→引退済

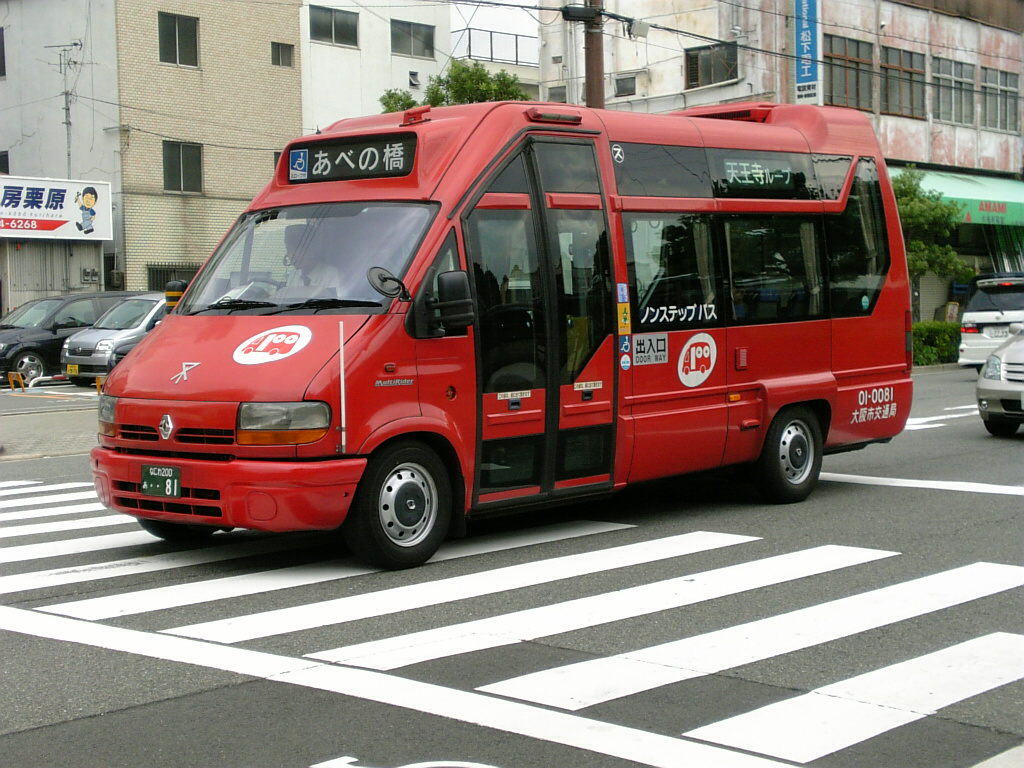
大阪市交通局「赤バス」
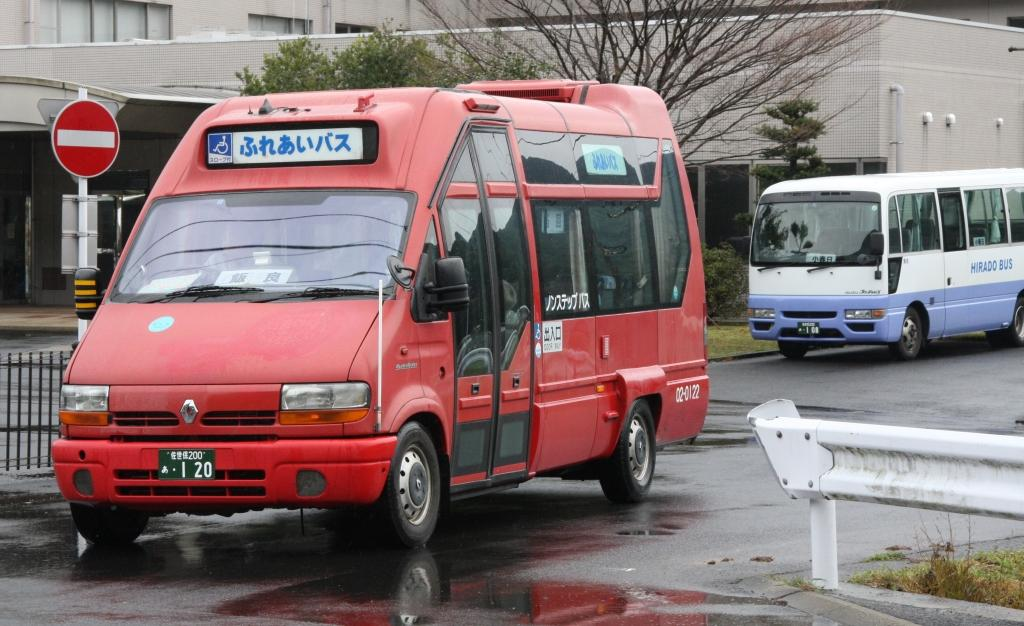
平戸市「平戸ふれあいバス」（YOKARO）
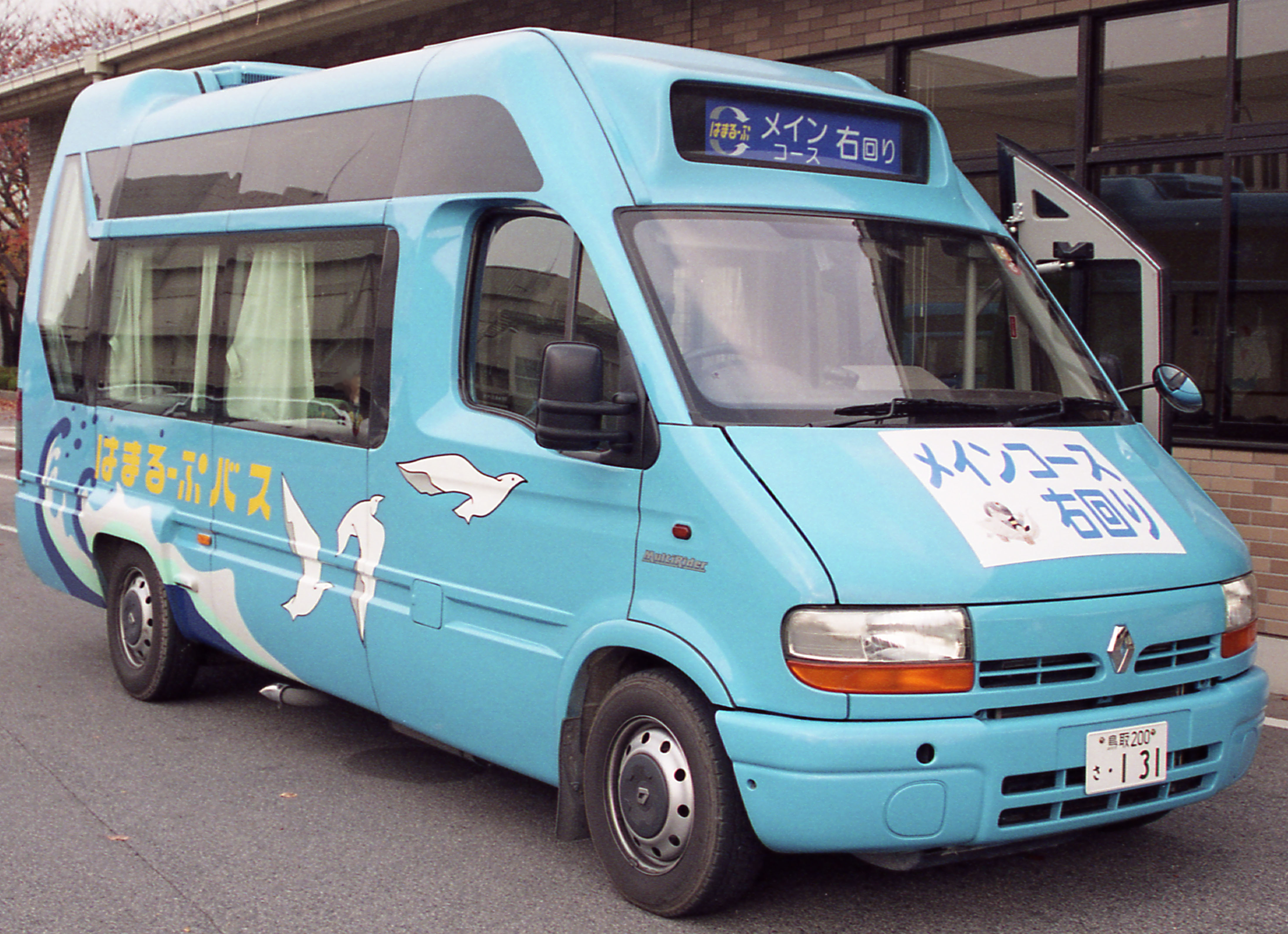
境港市「はまるーぷバス」
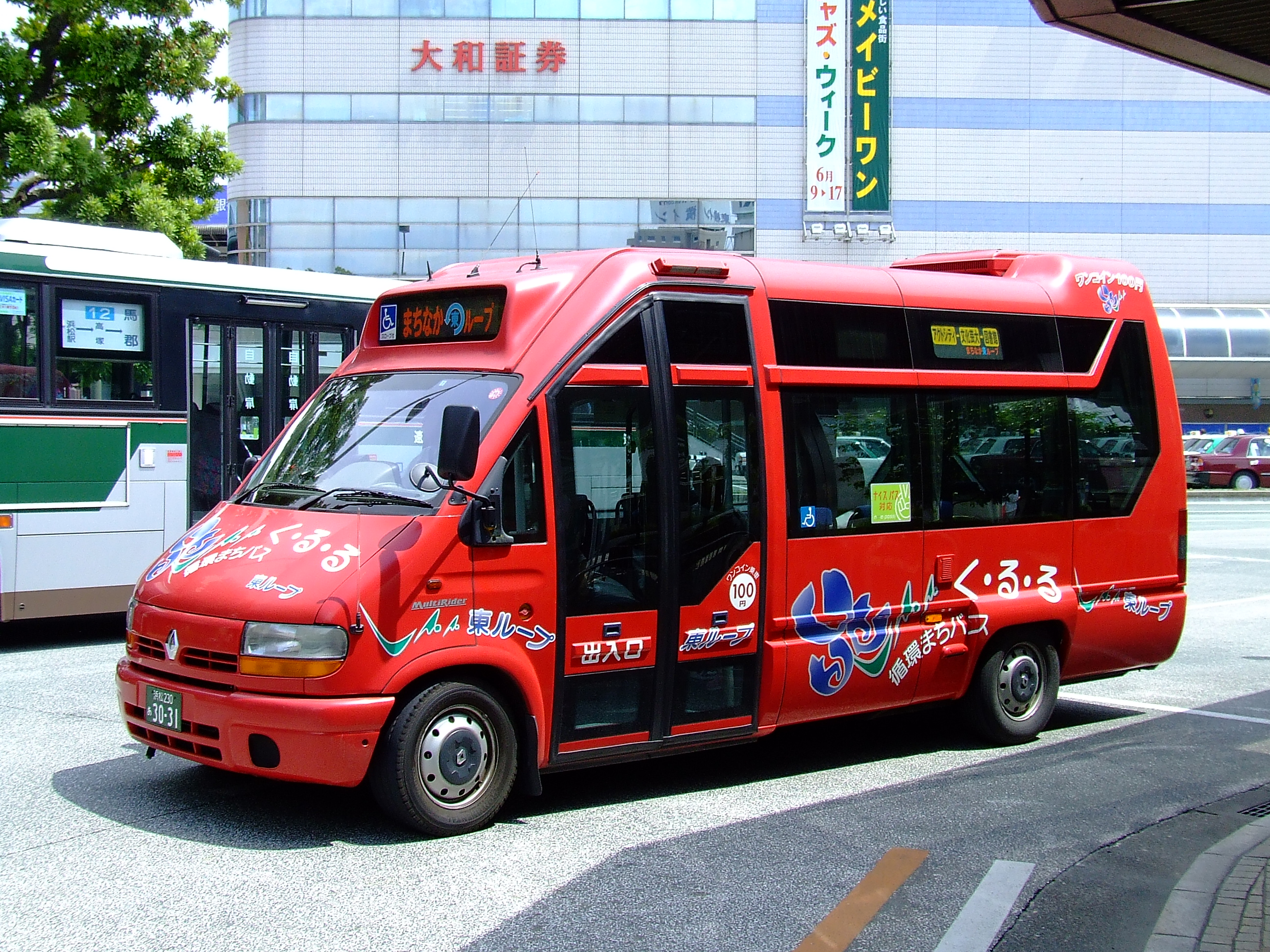
浜松市「く・る・る」（遠州鉄道）
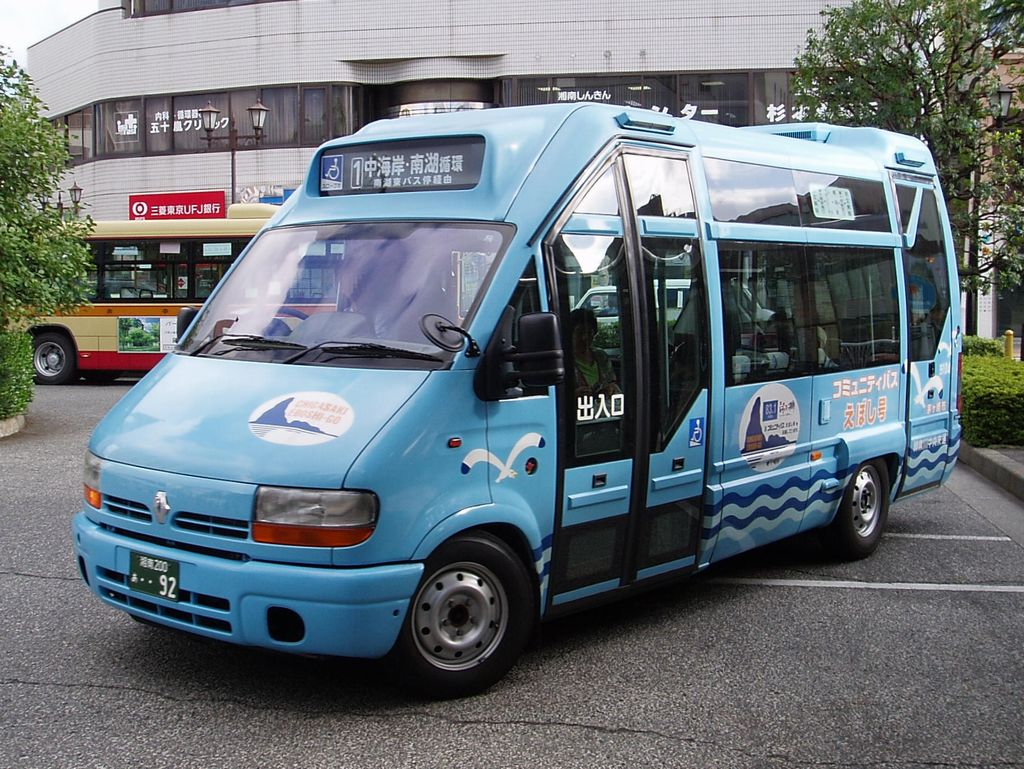
茅ヶ崎市「えぼし号」（神奈川中央交通）
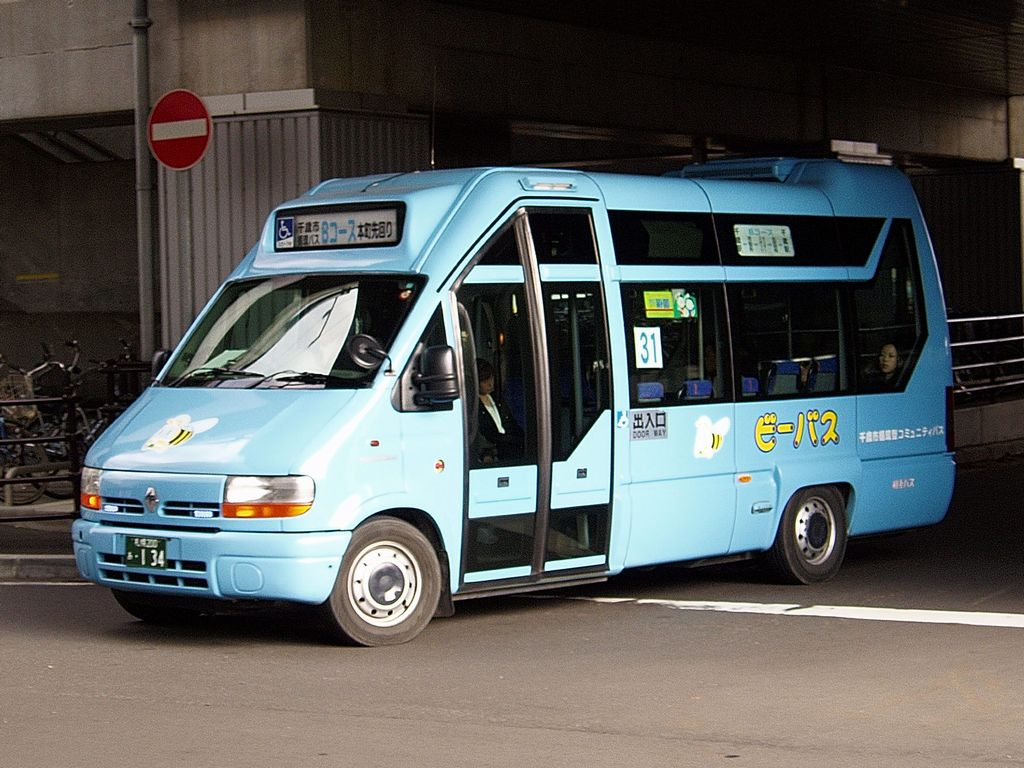
千歳市「ビーバス」（千歳相互観光バス）